# Trachycarpus fortunei
La palmera china de abanico, palmera de molino de viento o palmito elevado (Trachycarpus fortunei) es una especie de la familia de las Arecaceae originaria de la China central y oriental, pero plantada como planta ornamental en todas las zonas templadas, con una alta presencia en los países mediterráneos, por su buena resistencia al frío y a las altas temperaturas.

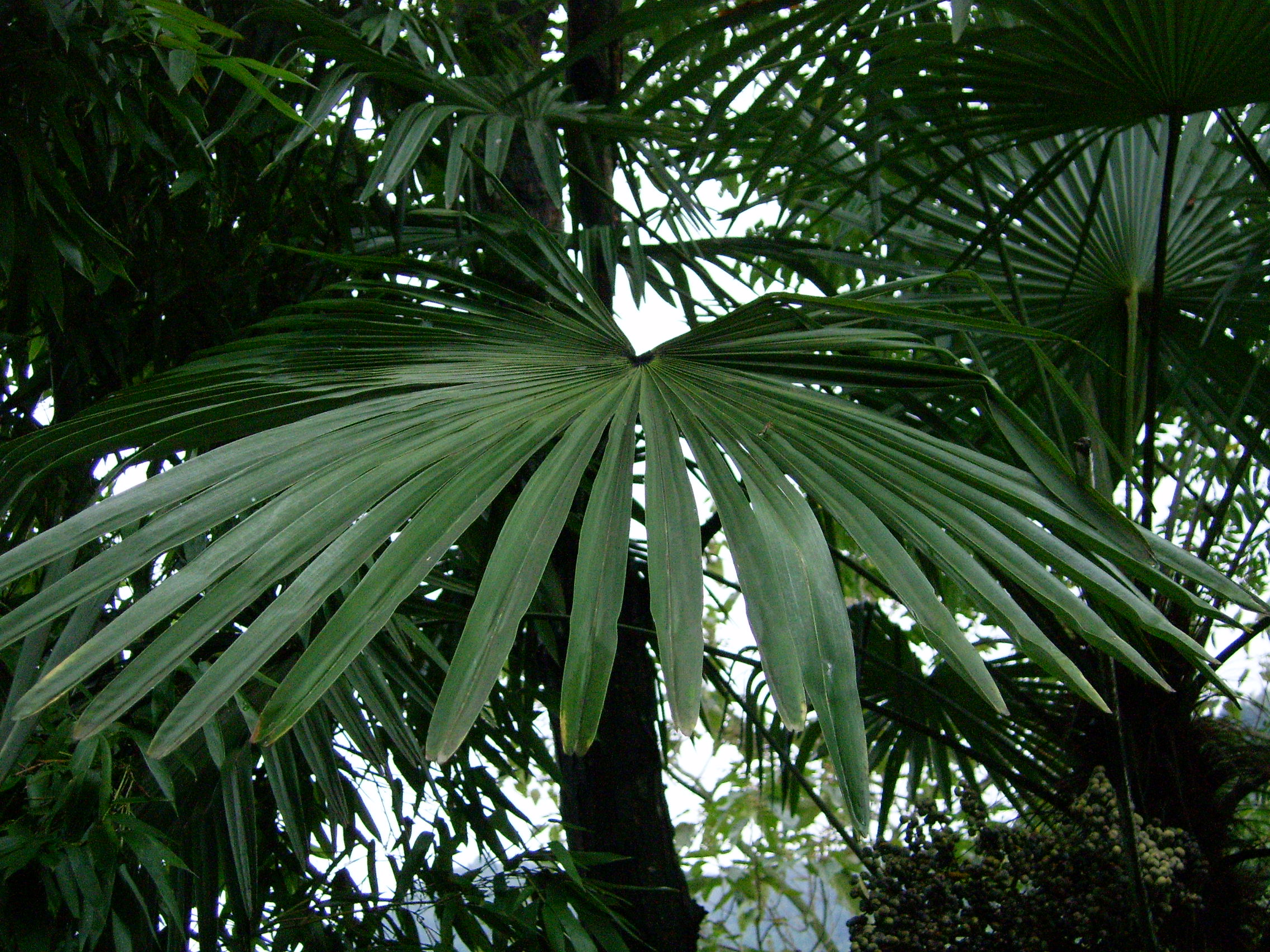
Detalle de la hoja.

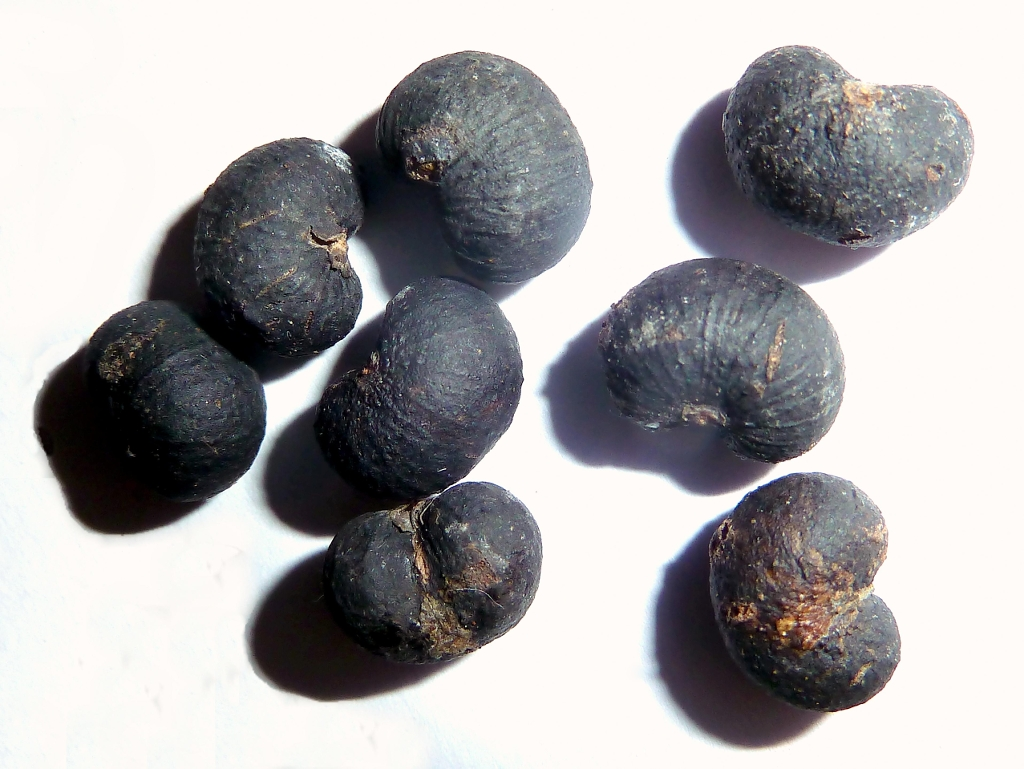
Frutos maduros sueltos.

## Descripción
El tronco alcanza hasta 12 m de altura, y queda recubierto (total o sólo la parte superior) por las vainas de las hojas caídas, lo que le da un aspecto "peludo"). Las hojas son palmadas, con un limbo de unos 50 cm de largo por 75 de ancho, con peciolos con los márgenes serrados y un poco más largos que el limbo.
Se distingue fácilmente del palmito (Chamaerops humilis), que es una palmera mediterránea, también pequeña y plantada a menudo a los jardines, porque el palmito tiene el pecíolo más largo (hasta el triple del limbo) y espinoso. 
Además, no alcanza tanta altura como la palmera excelsa sino que como mucho se queda en alrededor de los 5 metros.

## Cultivo
Trachycarpus fortunei se cultiva como palmera ornamental en jardines y parques de todo el mundo en climas cálidos, templados y subtropicales. Su tolerancia a los veranos frescos e inviernos fríos lo hace muy valorado por los entusiastas de las palmeras, los paisajistas y los jardineros. Se cultiva con éxito en clima oceánico como el de Reino Unido, Francia, Bélgica, los Países Bajos, el oeste de Polonia y el sur de Alemania. Su extensión más evidente en Europa la podemos observar en las costas del Lago Mayor, entre Suiza e Italia, donde la palmera se desarrolla salvaje llegando a convertirse en una planta invasora. 
En América del Norte, se pueden encontrar especímenes maduros que crecen en las zonas costeras del noroeste del Pacífico, norte de México, el sur de Estados Unidos y los estados de la costa atlántica.
Comúnmente se mencionan límites de tolerancia tan bajos como −15 a −20 °C para las plantas maduras. Las plantas jóvenes son menos resistentes y pueden dañarse con solo −8 °C.

## Taxonomía
Trachycarpus fortunei  fue descrito primero por William Jackson Hooker como  Chamaerops fortunei y luego atribuido al género Trachycarpus por Hermann Wendland y publicado en Bulletin de la Société Botanique de France, 8, p. 429 en 1861.
Etimología
Trachycarpus: nombre genérico que deriva de las palabras griegas: trachus = "áspero" y karpos = "fruta", en referencia a la fruta de superficie arrugada.
fortunei: epíteto otorgado en honor de Robert Fortune, botánico que introdujo la planta del té en la India.
Sinonimia
- Chamaerops fortunei Hook., Bot. Mag. 86: t. 5221 (1860).
- Trachycarpus caespitosus Becc., Bull. Soc. Tosc. Ortic., III, 20: 164 (1915).
- Trachycarpus wagnerianus Becc., Webbia 5: 70 (1921).[5]

## Nombre común
- Castellano: Palmera china de abanico. Palmera de molino de viento. Palmito elevado.[1] Palmito gigante.[6]